# Streptocarpus goetzei
Streptocarpus goetzei är en tvåhjärtbladig växtart som beskrevs av Engler. Streptocarpus goetzei ingår i släktet Streptocarpus och familjen Gesneriaceae. Inga underarter finns listade i Catalogue of Life.